# Bossonský ledovec
Bossonský ledovec či Ledovec Bossons (francouzsky Glacier des Bossons) je jedním z větších ledovců Montblanského masivu v Alpách, který se nachází v údolí Chamonix v departementu Horní Savojsko v jihovýchodní Francii. Je napájen z ledových polí ležících na severní straně Mont Blancu a sestupuje blízko Aiguille du Midi a končí na jižní straně údolí Arve poblíž města Chamonix. Má největší výškový pokles ze všech alpských ledovců v Evropě a dříve zasahoval mnohem dále do údolí než dnes. Nyní je dlouhý přibližně 7,5 km s povrchovou plochou přibližně 10 km².
V 17. století se Bossonův ledovec táhl přímo dolů do Chamonix a dosahoval osady Le Fouly obklopující zemědělskou půdu, stodoly a domy. Místní biskupové byli vyzváni, aby vymítali démony v ledovci. V roce 1777 cestovatel a korespondent William Coxe ve svých dopisech poznamenal, že „jsme se připojili po boku Bossonova ledovce k les Murailles de Glace, tzv. z jejich podobnosti se zdmi: tvoří velkou škálu ledů tloušťky i pevnosti, prudce stoupající a navzájem rovnoběžné. Některé z těchto formací byly vysoké asi sto stop. V jejich blízkosti byly pyramidy a kužele ledu všech forem a velikostí, střílející do velmi značné výšky, v těch nejkrásnějších a nejúžasnějších tvarech. “ Poté poznamenal, že po svém návratu v roce 1785 „tyto murailles de glace již neexistovaly“.:s.781 Kolem roku 1784 začal ledovec ustupovat, i když kolem roku 1815 došlo k obnovenému nárůstu a vyděšená komunita postavila před čelem ledovce kříž, který sloužil jako značka pro ústup ledovců na příštích 100 let.
V roce 1900 čelo ledovce stále dosahovalo dolů na dno údolí do nadmořské výšky 1050 m. Do roku 1980 čelo dosahovalo pouze asi 1200 metrů a do roku 2008 ještě více couvlo a končilo kolem 1400 metrů, i když stále ještě hluboko pod hranicí lesa. Série obrazů z počátku 19. století a moderní fotografie odhalují rozsah ústupu ledovců s oteplováním podnebí a odhalují důkazy o ledovcových morénách, které ukazují jeho dřívější rozsah až na dno údolí.

## Katastrofa na hoře Hamel
Dne 20. srpna 1820 lavina zabila tři chamonixské průvodce expedice ruského přírodovědce Dr. Josepha Hamela. Průvodci byli ztraceni poté, co byli smeteni do trhliny po pádu cca 360 metrové laviny. V srpnu 1861 byla na konci ledovce objevena dvě těla. Dva z přeživších průvodců z expedice byli stále naživu a jeden, 72letý Joseph-Marie Couttet, pozůstatky identifikoval.